# Joint Typhoon Warning Center

El Joint Typhoon Warning Center (JTWC) (Centre de la Junta d'Avís de Tifó és una tasca feta en conjunt que implica la Marina dels Estats Units i la Força Aèria dels Estats Units localitzada al Centre de Previsions Navals Marítimes de Pearl Harbor, Hawaii. El JTWC és responsable de donar informacions sobre ciclons tropicals a l'oceà Pacífic nord-oest i sud de l'oceà Índic per als interessos del Departament de Defensa dels Estats Units, així com els interessats en Micronèsia en monitorar ciclons tropicals i també pel públic en general. Els productes de la JTWC es fan principalment per a la protecció de navilis i avions militars així com la protecció de les instal·lacions militars dels Estats Units operades conjuntament amb molts altres països del món.